# 額我略十二世
格里高利十二世（拉丁語：Gregorius PP. XII；1326年5月13日—1417年10月18日），原名安傑洛·科拉羅（Angelo Corraro），是天主教會大分裂時的一位教宗，任期1406年11月30日至1415年7月4日。
安傑洛·克拉羅出生於威尼斯，1405年成為樞機。1406年他當選教宗，但條件是若亞維農方的教宗本篤十三世辭職，他也必須辭職，使一個新的教宗選舉得以實現，結束自1378年以來的天主教會大分裂。格里高利十二世於是開始與本篤十三世協商，但不順利。1409年的比薩大公會議選出對立教宗亞歷山大五世，額我略與本篤皆不承認其合法性。1414年羅馬樞機團與亞維農樞機團召開康士坦斯大公會議，1415年額我略十二世辭去教宗一職。1417年，瑪定五世當選新任教宗，教會分裂結束。

## 對立教宗

### 亞維儂
- 本篤十三世，在天主教會大分裂時期接對立教宗克勉七世任。1394年9月28日－1423年5月23日。

### 比薩
- 亞歷山大五世，1409年6月26日—1410年5月3日。
- 若望二十三世，1410年接任，1415年退位。

| 天主教會大分裂時期的教宗及對立教宗 |
| ---------------------------------- |
|                                    |

## 譯名列表
- 額我略十二世：天主教香港教區禮儀委員會：禧年專頁 （页面存档备份，存于）作額我略。
- 國瑞十二世：香港天主教教區檔案　歷任教宗作國瑞。
- 格列高列十二世：《大英簡明百科知識庫》2005年版[]作格列高列。
- 格雷戈里十二世：《世界人名翻譯大辭典》1993年版作格雷戈里。
- 格列哥里十二世：國立編譯舘作格列哥里。